# Croatia Airlines
Croatia Airlines er et flyselskab fra Kroatien, med hovedsæde i Zagreb. I 2008 transporterede selskabet 1.870.000 passagerer.
Det blev etableret 20. juli 1989 som "Zagal – Zagreb Airlines". Første fly var et lille Cessna 402 der blev brugt til at flyve fragt for det amerikanske firma UPS. Efter det første demokratiske valg i Kroatien, skiftede selskabet 23. juli 1990 til Croatia Airlines.
18. november 2004 blev selskabet regionalt medlem af Star Alliance og i september 2009 overgik til fuldgyldigt medlem.
På ruten imellem Zagreb Lufthavn og Københavns Lufthavn flyver selskabet 4 gange om ugen, med et Airbus A319 fly.